# Tadzino
Tadzino (kaszb. Tadzëno, niem. Tadden) – wieś kaszubska w Polsce położona w województwie pomorskim, w powiecie wejherowskim, w gminie Gniewino przy trasie linii kolejowej Wejherowo-Choczewo-Lębork (obecnie zawieszonej). Wieś jest siedzibą sołectwa Tadzino, w którego skład wchodzi również Płaczewo.
W latach 1975–1998 miejscowość administracyjnie należała do województwa gdańskiego.
Inne miejscowości o nazwie Tadzino: Tadzin